# Geletryffél
Geletryffél (Alpova diplophloeus) är en svampart som först beskrevs av Zeller & C.W. Dodge, och fick sitt nu gällande namn av Trappe & A.H. Sm. 1975. Enligt Catalogue of Life ingår Geletryffél i släktet Alpova,  och familjen Paxillaceae, men enligt Dyntaxa är tillhörigheten istället släktet Alpova,  och familjen slemtryfflar. Arten är reproducerande i Sverige. Inga underarter finns listade i Catalogue of Life.